# Systellogaster parva
Systellogaster parva là một loài ruồi trong họ Asilidae. Systellogaster parva được Martin miêu tả năm 1975. Loài này phân bố ở vùng Tân nhiệt đới.